# Indicele global al inovării

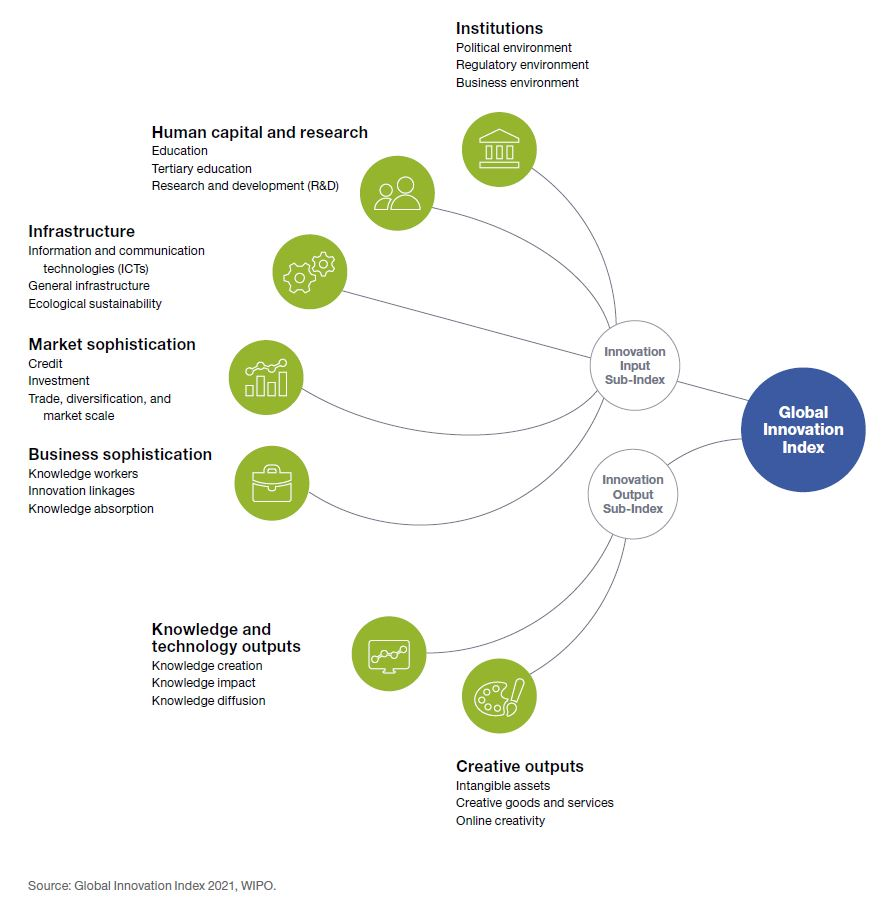
Indicatori utilizați la calculul indicelui global de inovare

Indicele global al inovării (Global Innovation Index - GII) este un indicator agregat calculat anual de Organizația Mondială a Proprietății Intelectuale (World Intellectual Property Organization - WIPO), care măsoară capacitatea și succesul înregistrate de țările și teritoriile lumii în domeniul inovării. Indicele global al inovării clasează 133 de țări și teritorii (reprezentând aproximativ 93% din populația lumii și 98% din PIB-ul global) în funcție de nivelul de inovare. 

## Istoric

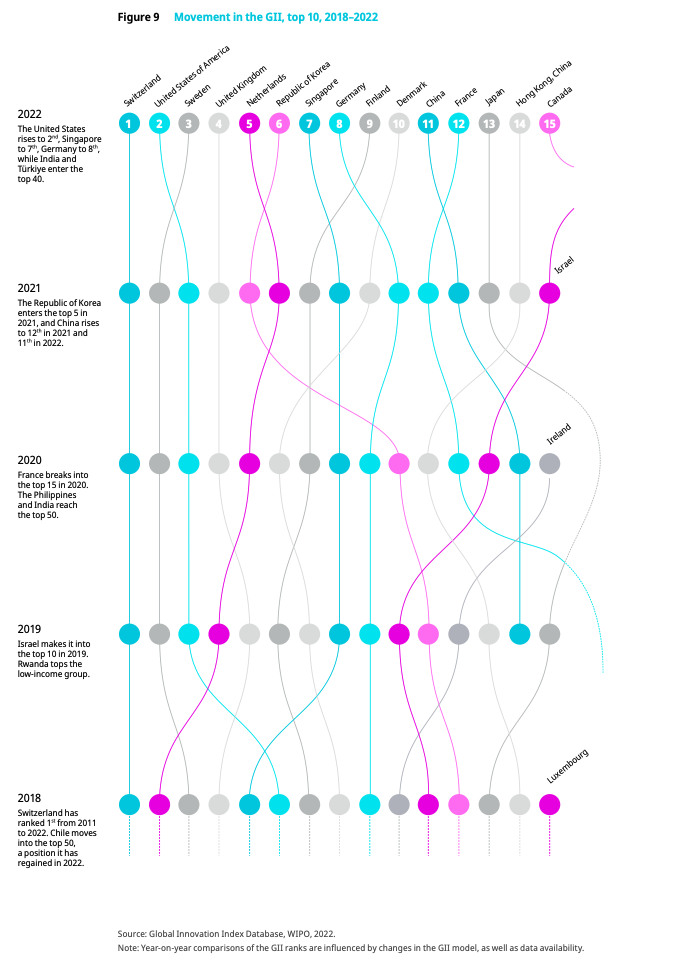
Evoluția indicelui global al inovării pentru primele 10 țări în perioada 2018-2022

Conceptul indicelui global al inovării a fost elaborat de academicianul de origine indiană Soumitra Dutta, profesor la Universitatea Oxford și ulterior decan al Samuel Curtis Johnson Graduate School of Management al Universității Cornell. Primul clasament IGI a fost publicat în 2007 de Institutul European de Administrare a Afacerilor (Institut Européen d'Administration des Affaires - INSEAD) și revista britanică World Business:203. Până în 2021, a fost publicat de Organizația Mondială a Proprietății Intelectuale, în parteneriat cu Universitatea Cornell, INSEAD și alte organizații și instituții:333. Calculul indicelui se bazează pe date derivate din mai multe surse, precum Uniunea Internațională pentru Telecomunicații, Banca Mondială și Forumul Economic Mondial:203.

## Metodologie
Indicele reprezintă media scorurilor a doi sub-indici, compuși din cinci, respectiv doi piloni: indicele primar (de intrare), care reflectă favorabilitatea mediului de inovare (instituții, resurse umane și cercetare, infrastructură, sofisticarea pieței, sofisticarea afacerilor) și indicele secundar (de ieșire), care reflectă rezultatele inovației (produse bazate pe cunoaștere și tehnologie, produse creative). Fiecare dintre piloni descrie un atribut al inovației și cuprinde până la cinci indicatori, scorul acestora fiind calculat prin metoda mediei ponderate.
De la prima sa publicare în 2007, un număr tot mai mare de guverne își analizează sistematic rezultatele anuale în inovare și elaborează răspunsuri politice pentru a-și îmbunătăți performanța. Indicele global al inovării este menționat într-o rezoluție privind știința, tehnologia și inovarea pentru dezvoltarea durabilă adoptată la 19 decembrie 2019 de Adunarea Generală a Națiunilor Unite.

## Lista țărilor și teritoriilor lumii în funcție de indicele global al inovării
Raportul Global Innovation Index 2024 clasează 133 de țări. Sortarea este în ordine descrescătoare, după scorul obținut.
| Loc | Țară/teritoriu             | Scor | Grupă de venituri                 |
|     |                            |      |                                   |
| --- | -------------------------- | ---- | --------------------------------- |
| 1   | Elveția                    | 67.5 | țară cu venituri mari             |
| 2   | Suedia                     | 64.5 | țară cu venituri mari             |
| 3   | Statele Unite ale Americii | 62.4 | țară cu venituri mari             |
| 4   | Singapore                  | 61.2 | țară cu venituri mari             |
| 5   | Regatul Unit               | 61.0 | țară cu venituri mari             |
| 6   | Coreea de Sud              | 60.9 | țară cu venituri mari             |
| 7   | Finlanda                   | 59.4 | țară cu venituri mari             |
| 8   | Țările de Jos              | 58.8 | țară cu venituri mari             |
| 9   | Germania                   | 58.1 | țară cu venituri mari             |
| 10  | Danemarca                  | 57.1 | țară cu venituri mari             |
| 11  | China                      | 56.3 | țară cu venituri medii superioare |
| 12  | Franța                     | 55.4 | țară cu venituri mari             |
| 13  | Japonia                    | 54.1 | țară cu venituri mari             |
| 14  | Canada                     | 52.9 | țară cu venituri mari             |
| 15  | Israel                     | 52.7 | țară cu venituri mari             |
| 16  | Estonia                    | 52.3 | țară cu venituri mari             |
| 17  | Austria                    | 50.3 | țară cu venituri mari             |
| 18  | Hong Kong, China           | 50.1 | țară cu venituri mari             |
| 19  | Irlanda                    | 50.0 | țară cu venituri mari             |
| 20  | Luxemburg                  | 49.1 | țară cu venituri mari             |
| 21  | Norvegia                   | 49.1 | țară cu venituri mari             |
| 22  | Islanda                    | 48.5 | țară cu venituri mari             |
| 23  | Australia                  | 48.1 | țară cu venituri mari             |
| 24  | Belgia                     | 47.7 | țară cu venituri mari             |
| 25  | Noua Zeelandă              | 45.9 | țară cu venituri mari             |
| 26  | Italia                     | 45.3 | țară cu venituri mari             |
| 27  | Cipru                      | 45.1 | țară cu venituri mari             |
| 28  | Spania                     | 44.9 | țară cu venituri mari             |
| 29  | Malta                      | 44.8 | țară cu venituri mari             |
| 30  | Cehia                      | 44.0 | țară cu venituri mari             |
| 31  | Portugalia                 | 43.7 | țară cu venituri mari             |
| 32  | Emiratele Arabe Unite      | 42.8 | țară cu venituri mari             |
| 33  | Malaysia                   | 40.5 | țară cu venituri medii superioare |
| 34  | Slovenia                   | 40.2 | țară cu venituri mari             |
| 35  | Lituania                   | 40.1 | țară cu venituri mari             |
| 36  | Ungaria                    | 39.6 | țară cu venituri mari             |
| 37  | Turcia                     | 39.0 | țară cu venituri medii superioare |
| 38  | Bulgaria                   | 38.5 | țară cu venituri medii superioare |
| 39  | India                      | 38.3 | țară cu venituri medii inferioare |
| 40  | Polonia                    | 37.0 | țară cu venituri mari             |
| 41  | Thailanda                  | 36.9 | țară cu venituri medii superioare |
| 42  | Letonia                    | 36.4 | țară cu venituri mari             |
| 43  | Croația                    | 36.3 | țară cu venituri mari             |
| 44  | Vietnam                    | 36.2 | țară cu venituri medii inferioare |
| 45  | Grecia                     | 36.2 | țară cu venituri mari             |
| 46  | Slovacia                   | 34.3 | țară cu venituri mari             |
| 47  | Arabia Saudită             | 33.9 | țară cu venituri mari             |
| 48  | România                    | 33.4 | țară cu venituri mari             |
| 49  | Qatar                      | 32.9 | țară cu venituri mari             |
| 50  | Brazilia                   | 32.7 | țară cu venituri medii superioare |
| 51  | Chile                      | 32.6 | țară cu venituri mari             |
| 52  | Serbia                     | 32.3 | țară cu venituri medii superioare |
| 53  | Filipine                   | 31.1 | țară cu venituri medii inferioare |
| 54  | Indonezia                  | 30.6 | țară cu venituri medii superioare |
| 55  | Mauritius                  | 30.6 | țară cu venituri medii superioare |
| 56  | Mexic                      | 30.4 | țară cu venituri medii superioare |
| 57  | Georgia                    | 30.4 | țară cu venituri medii superioare |
| 58  | Macedonia de Nord          | 29.9 | țară cu venituri medii superioare |
| 59  | Rusia                      | 29.7 | țară cu venituri medii superioare |
| 60  | Ucraina                    | 29.5 | țară cu venituri medii inferioare |
| 61  | Columbia                   | 29.2 | țară cu venituri medii superioare |
| 62  | Uruguay                    | 29.1 | țară cu venituri mari             |
| 63  | Armenia                    | 29.0 | țară cu venituri medii superioare |
| 64  | Iran                       | 28.9 | țară cu venituri medii inferioare |
| 65  | Muntenegru                 | 28.9 | țară cu venituri medii superioare |
| 66  | Maroc                      | 28.8 | țară cu venituri medii inferioare |
| 67  | Mongolia                   | 28.7 | țară cu venituri medii inferioare |
| 68  | Republica Moldova          | 28.7 | țară cu venituri medii superioare |
| 69  | Africa de Sud              | 28.3 | țară cu venituri medii superioare |
| 70  | Costa Rica                 | 28.3 | țară cu venituri medii superioare |
| 71  | Kuwait                     | 28.1 | țară cu venituri mari             |
| 72  | Bahrain                    | 27.6 | țară cu venituri mari             |
| 73  | Iordania                   | 27.5 | țară cu venituri medii inferioare |
| 74  | Oman                       | 27.1 | țară cu venituri mari             |
| 75  | Peru                       | 26.7 | țară cu venituri medii superioare |
| 76  | Argentina                  | 26.4 | țară cu venituri medii superioare |
| 77  | Barbados                   | 26.1 | țară cu venituri mari             |
| 78  | Kazahstan                  | 25.7 | țară cu venituri medii superioare |
| 79  | Jamaica                    | 25.7 | țară cu venituri medii superioare |
| 80  | Bosnia și Herțegovina      | 25.5 | țară cu venituri medii superioare |
| 81  | Tunisia                    | 25.4 | țară cu venituri medii inferioare |
| 82  | Panama                     | 24.7 | țară cu venituri mari             |
| 83  | Uzbekistan                 | 24.7 | țară cu venituri medii inferioare |
| 84  | Albania                    | 24.5 | țară cu venituri medii superioare |
| 85  | Belarus                    | 24.2 | țară cu venituri medii superioare |
| 86  | Egipt                      | 23.7 | țară cu venituri medii inferioare |
| 87  | Botswana                   | 23.1 | țară cu venituri medii superioare |
| 88  | Brunei                     | 22.8 | țară cu venituri mari             |
| 89  | Sri Lanka                  | 22.6 | țară cu venituri medii inferioare |
| 90  | Capul Verde                | 22.3 | țară cu venituri medii inferioare |
| 91  | Pakistan                   | 22.0 | țară cu venituri medii inferioare |
| 92  | Senegal                    | 22.0 | țară cu venituri medii inferioare |
| 93  | Paraguay                   | 21.9 | țară cu venituri medii superioare |
| 94  | Liban                      | 21.5 | țară cu venituri medii inferioare |
| 95  | Azerbaidjan                | 21.3 | țară cu venituri medii superioare |
| 96  | Kenya                      | 21.0 | țară cu venituri medii inferioare |
| 97  | Republica Dominicană       | 20.8 | țară cu venituri medii superioare |
| 98  | El Salvador                | 20.6 | țară cu venituri medii superioare |
| 99  | Kârgâzstan                 | 20.4 | țară cu venituri medii inferioare |
| 100 | Bolivia                    | 20.2 | țară cu venituri medii inferioare |
| 101 | Ghana                      | 20.0 | țară cu venituri medii inferioare |
| 102 | Namibia                    | 20.0 | țară cu venituri medii superioare |
| 103 | Cambodia                   | 19.9 | țară cu venituri medii inferioare |
| 104 | Rwanda                     | 19.7 | țară cu venituri reduse           |
| 105 | Ecuador                    | 19.3 | țară cu venituri medii superioare |
| 106 | Bangladesh                 | 19.1 | țară cu venituri medii inferioare |
| 107 | Tadjikistan                | 18.6 | țară cu venituri medii inferioare |
| 108 | Trinidad-Tobago            | 18.4 | țară cu venituri mari             |
| 109 | Nepal                      | 18.1 | țară cu venituri medii inferioare |
| 110 | Madagascar                 | 17.9 | țară cu venituri reduse           |
| 111 | Laos                       | 17.8 | țară cu venituri medii inferioare |
| 112 | Coasta de Fildeș           | 17.5 | țară cu venituri medii inferioare |
| 113 | Nigeria                    | 17.1 | țară cu venituri medii inferioare |
| 114 | Honduras                   | 16.7 | țară cu venituri medii inferioare |
| 115 | Algeria                    | 16.2 | țară cu venituri medii inferioare |
| 116 | Zambia                     | 15.7 | țară cu venituri medii inferioare |
| 117 | Togo                       | 15.6 | țară cu venituri reduse           |
| 118 | Zimbabwe                   | 15.6 | țară cu venituri medii inferioare |
| 119 | Benin                      | 15.4 | țară cu venituri medii inferioare |
| 120 | Tanzania                   | 15.3 | țară cu venituri medii inferioare |
| 121 | Uganda                     | 14.9 | țară cu venituri reduse           |
| 122 | Guatemala                  | 14.6 | țară cu venituri medii superioare |
| 123 | Camerun                    | 14.4 | țară cu venituri medii inferioare |
| 124 | Nicaragua                  | 14.0 | țară cu venituri medii inferioare |
| 125 | Myanmar                    | 13.8 | țară cu venituri medii inferioare |
| 126 | Mauritania                 | 13.2 | țară cu venituri medii inferioare |
| 127 | Burundi                    | 13.2 | țară cu venituri reduse           |
| 128 | Mozambic                   | 13.1 | țară cu venituri reduse           |
| 129 | Burkina Faso               | 12.8 | țară cu venituri reduse           |
| 130 | Etiopia                    | 12.3 | țară cu venituri reduse           |
| 131 | Mali                       | 11.8 | țară cu venituri reduse           |
| 132 | Niger                      | 11.2 | țară cu venituri reduse           |
| 133 | Angola                     | 10.2 | țară cu venituri medii inferioare |